# Apiotarsus gryllacroides
Apiotarsus gryllacroides är en insektsart som beskrevs av Henri Saussure 1877. Apiotarsus gryllacroides ingår i släktet Apiotarsus och familjen syrsor. Inga underarter finns listade i Catalogue of Life.